# Līvāni
Līvāni (historisch: Lievenhof nach dem Geschlecht Lieven) ist eine Stadt im Südosten Lettlands an der Einmündung des Flusses Dubna in die Daugava. Hier verläuft die Straße A6, die von Daugavpils zur Hauptstadt Riga führt. Die Stadt liegt in der historischen Landschaft Latgale.

## Geschichte
Der Ort erhielt seinen Namen nach dem 1553 gegründeten Lievenhof der Adelsfamilie von Lieven. Im alten Gutshof befindet sich heute ein von EU-Mitteln unterstütztes Kulturzentrum zur Geschichte des Handwerks in der Gegend um Līvāni.
Mit der Eröffnung der Eisenbahnlinie Riga – Dünaburg 1861 begann der wirtschaftliche Aufschwung der Stadt. Dieser wurde im Ersten Weltkrieg jäh gestoppt, als die Stadt zweieinhalb Jahre lang an der Frontlinie lag.
In der sowjetischen Zeit nach dem Zweiten Weltkrieg war Līvāni eine Industriestadt mit einer großen Glasfabrik, in der nach ihrer Privatisierung 1992 unter dem Namen Lettglas hauptsächlich für den Export nach Westeuropa und in die USA produziert wurde. Das Unternehmen stellte seine Produktion nach Zahlungsunfähigkeit im Jahr 2008 ein. Das angeschlossene kleine Glasmuseum wird weiterhin von der Stadt Līvāni betrieben.
In Līvāni gibt es zwei Grund- und zwei weiterführende Schulen.

## Līvānu novads
Im Zuge einer Verwaltungsreform bildete die Stadt 1999 mit zwei Landgemeinden eine Verwaltungsgemeinschaft (Līvānu novads), welcher 2009 noch drei weitere Gemeinden beitraten. Im Jahr 2010 waren 14046 Einwohner gemeldet.

## Sehenswürdigkeiten
- Römisch-katholische Kirche des Erzengels Michael in Līvāni, erbaut 1861. Von 1907 bis 1908 erweitert.
- Evangelisch-lutherische Kirche, erbaut 1929–1932
- Orthodoxe Kirche Līvāni, erbaut 1937–1939

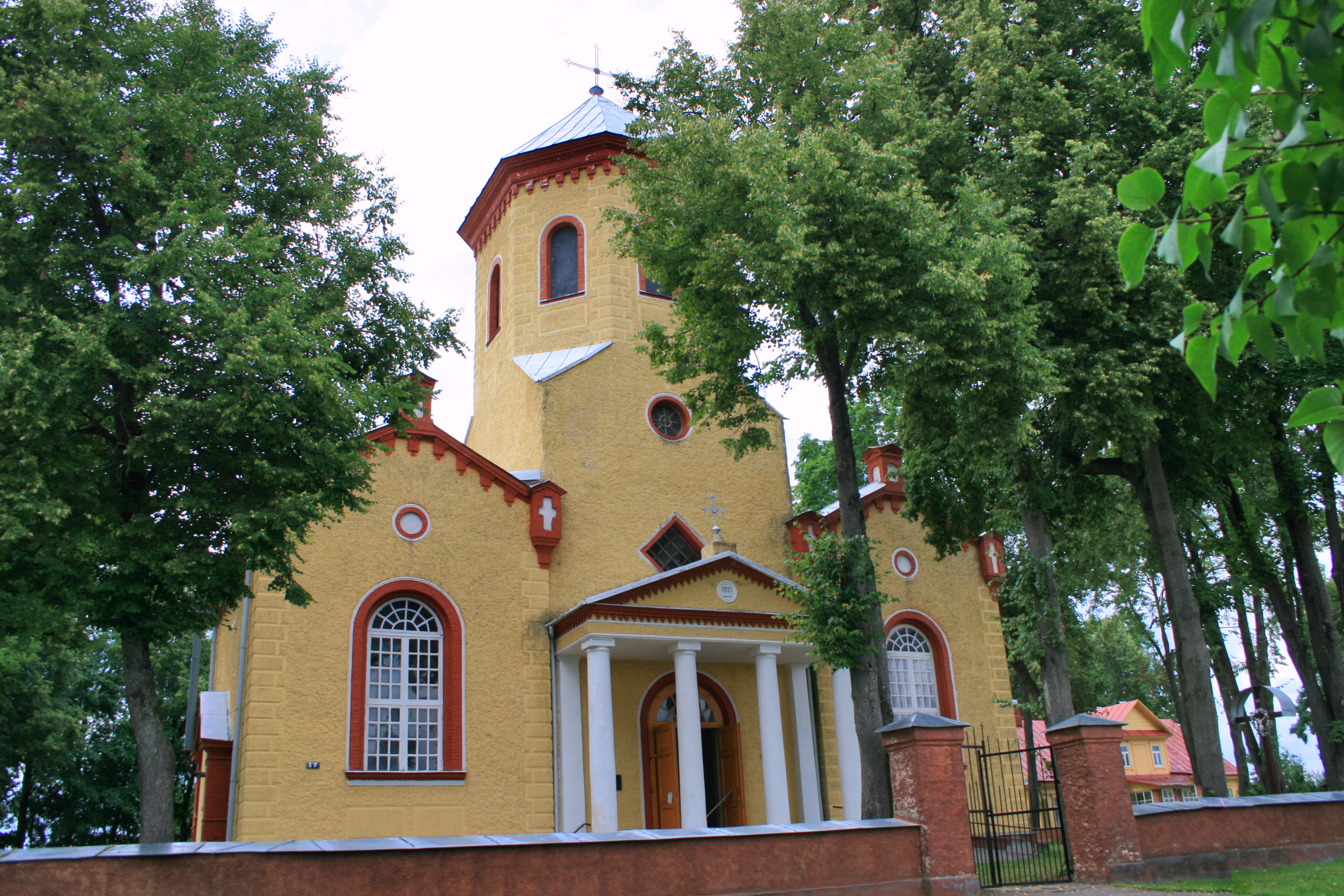
Katholische Kirche Līvāni
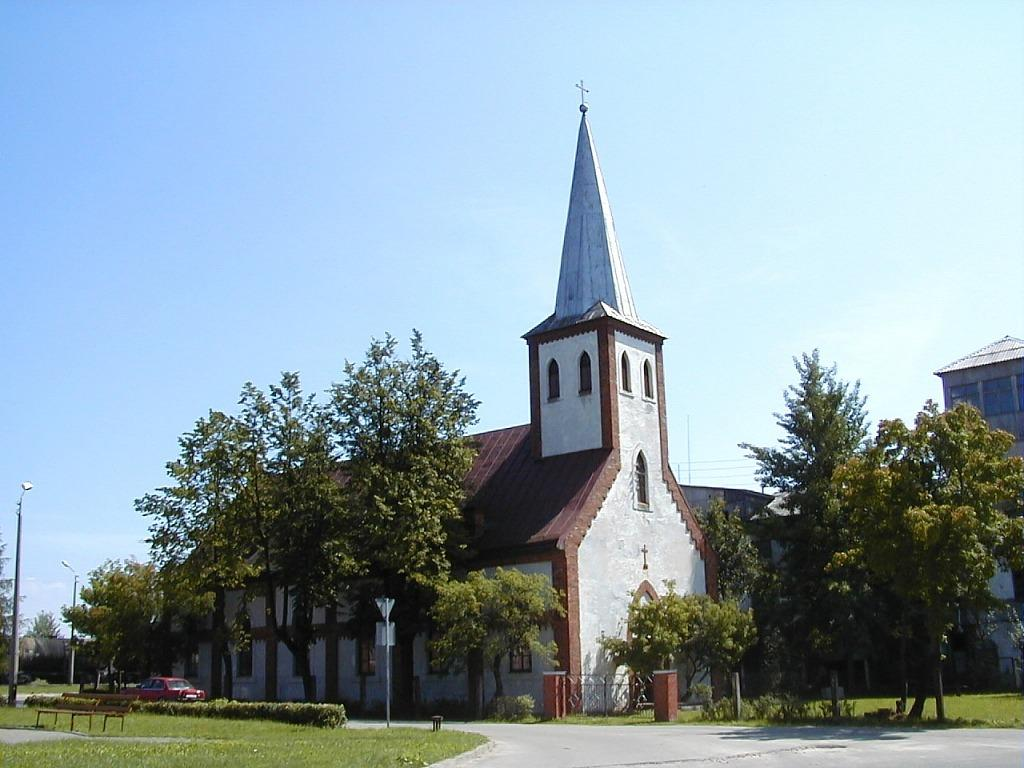
Lutherische Kirche Līvāni
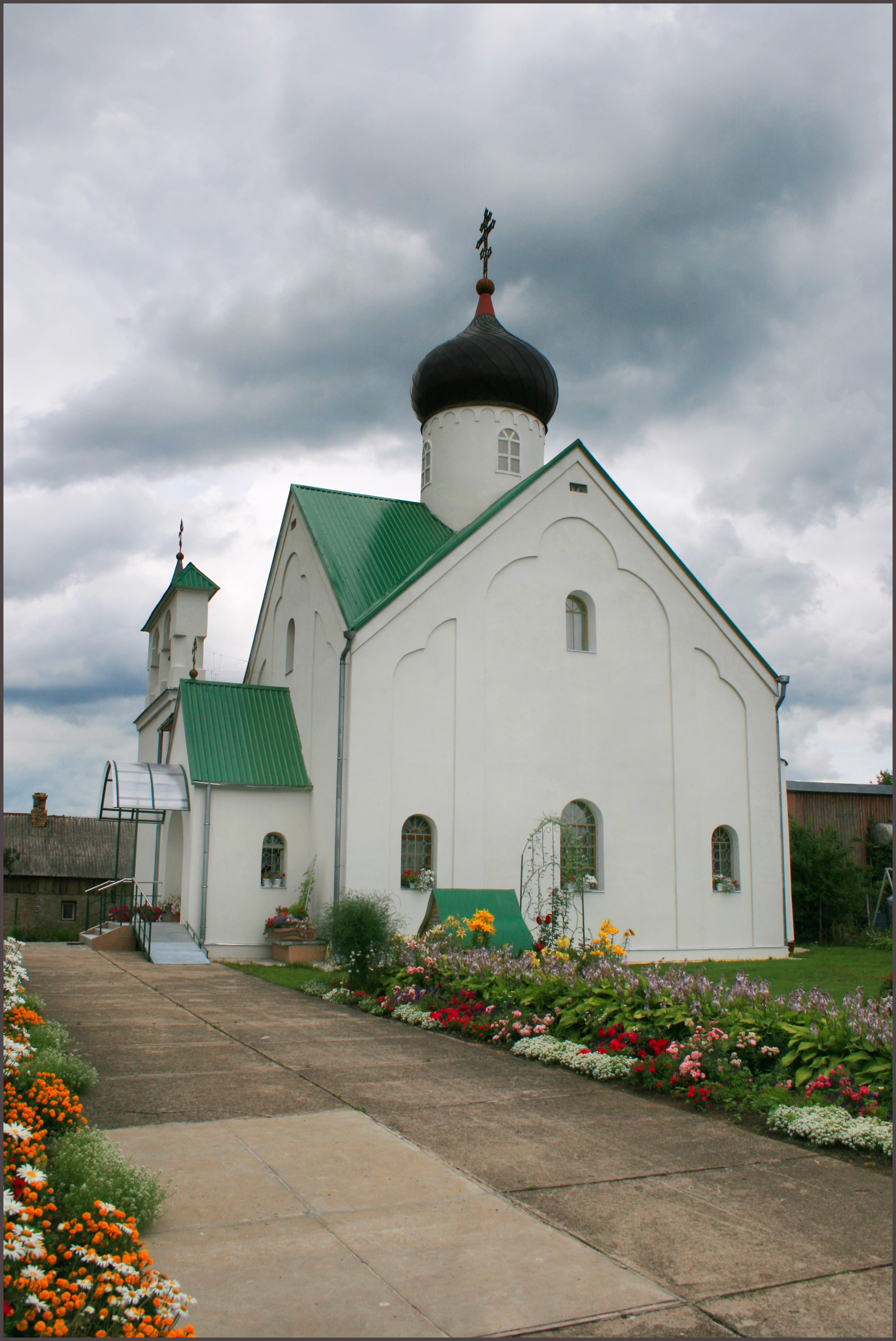
Orthodoxe Kirche Līvāni
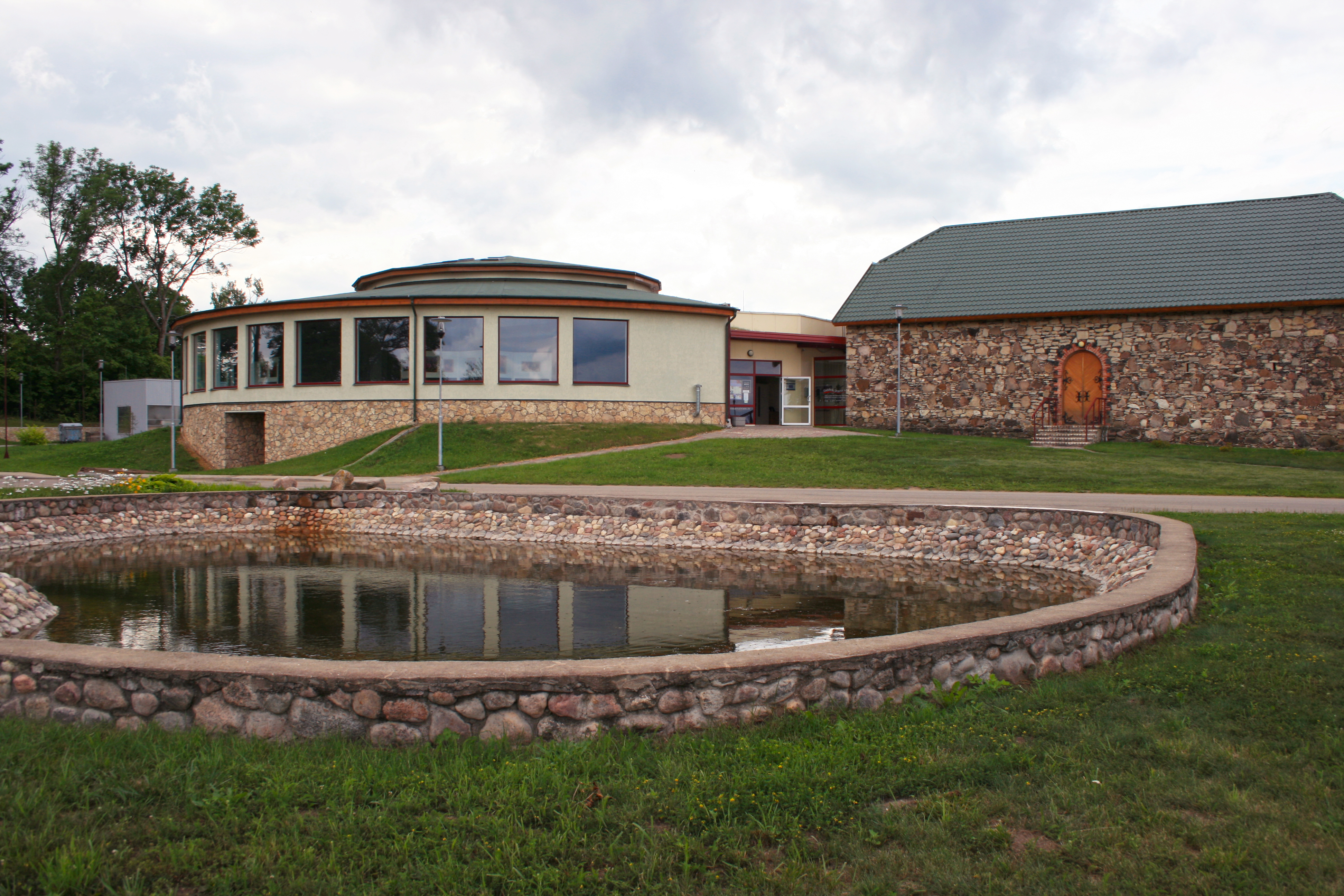
Zentrum für Kunst und Handwerk im Lievenhof
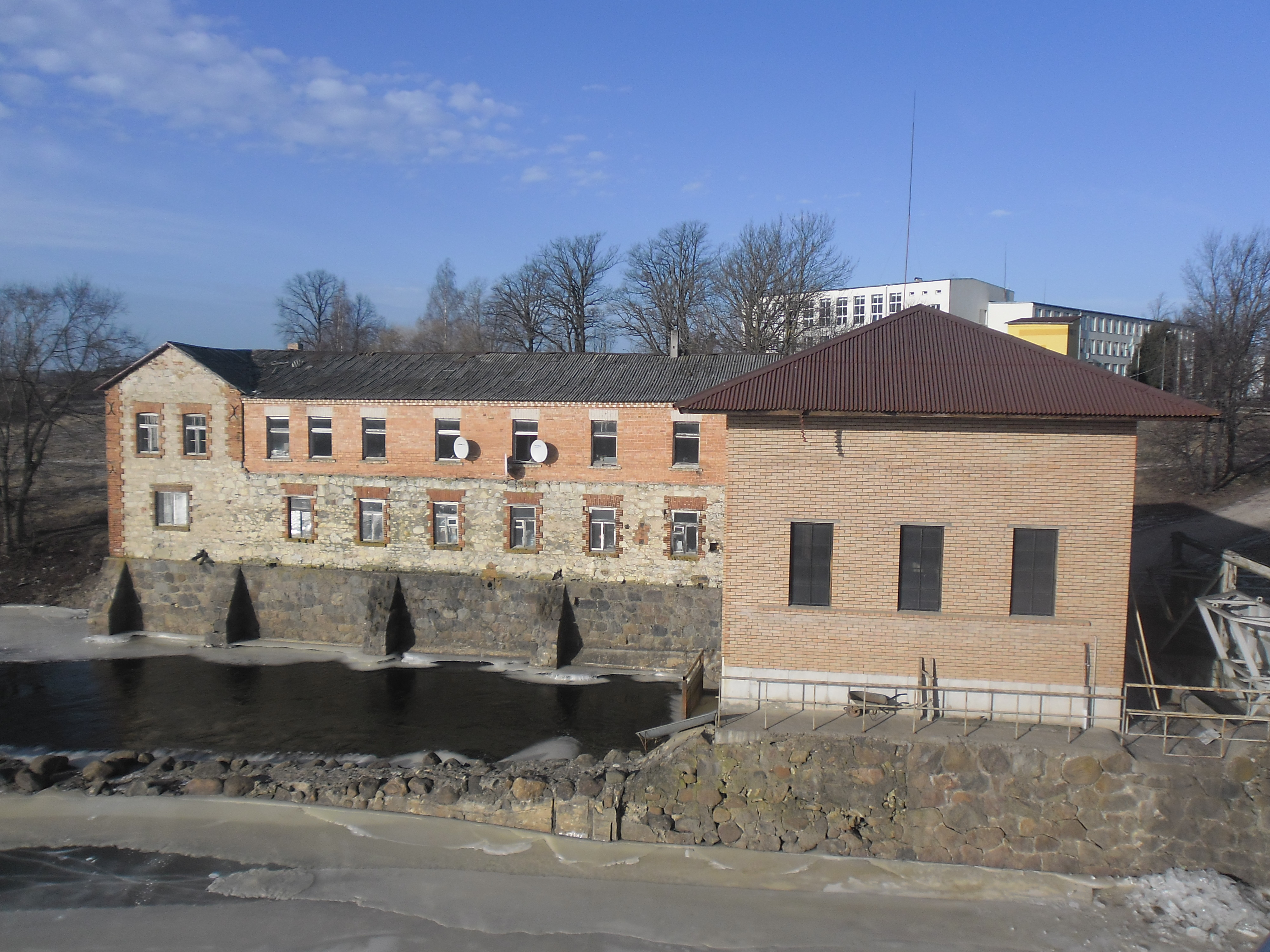
Wassermühle an der Dubna

## Persönlichkeiten
- Ivar Lissner (1909–1967), deutscher Publizist und Autor
- Gatis Čakšs (* 1995), Speerwerfer

## Städtepartnerschaften
Līvāni listet folgende Partnerstädte auf:
| Stadt              | Land                 | seit |
| ------------------ | -------------------- | ---- |
| Dachnoye, Sudak    | Krim, Ukraine        |      |
| Haabersti, Tallinn | Harju, Estland       |      |
| Halden             | Østfold, Norwegen    |      |
| Kamjanez-Podilskyj | Chmelnyzkyj, Ukraine |      |
| Tarnowo Podgórne   | Wielkopolskie, Polen | 2012 |
| Ukmergė            | Vilnius, Litauen     | 2007 |